# Папська семінарія регіону Абруццо-Молізе
Папська семінарія регіону Абруццо-Молізе ім. Св. Пія X — семінарія конференції єпископів Абруццо і Молізе, в якій навчаються молоді пресвітери, що належать до одного з  одинадцяти діоцезів, єпископи яких входять в єпископальну конференцію. В даний час ректором є дон Антоніо Д'Анджело,  священик із єпархії Термолі-Ларіно.

## Історія
В січні 1908 Папа Пій X затвердив норми навчальної та дисциплінарної системи італійських семінарій, заохочуючи також створення регіональних семінарій, особливо для регіонів центральної та південної Італії, на основі чого була організована міжрегіональна семінарія в Абруццо, яка до цього часу була єпархіальною семінарією єпархії Кіеті. 21 вересня 1908 року єпископи Абруццо зустрілися в Римі під час апостольського відвідування Ансельмо Печчі, щоб краще обговорити проблеми виховання і покликання молодих претендентів на священство, а також установи канонічної єдиної міжрегіональної семінарії. 2 жовтня 1908 року Конгрегація єпископів і регулярних офіційно ратифікувала положення, прийняті перед цим 21 вересня. Тому можемо вважати 2 жовтня 1908 року датою канонічного створення Регіональної семінарії Кіеті. Це сталося за бажанням єпископів регіону Абруццо і після підписання ними письмової згоди.
Семінарія надає своїм студентам змогу отримати диплом бакалавра філософії та теології. Строк навчання складає 5 років, не враховуючи пропедевтичного року. В семінарії діє на даний момент один факультет.